# Calolydella lathami
Calolydella lathami är en tvåvingeart som först beskrevs av Charles Howard Curran 1925.  Calolydella lathami ingår i släktet Calolydella och familjen parasitflugor. Inga underarter finns listade.